# باب آدامز
باب آدامز (بالإنجليزية: Babe Adams)‏ هو لاعب كرة قاعدة أمريكي، ولد في 18 مايو 1882 في تيبتون في الولايات المتحدة، وتوفي في 27 يوليو 1968 في سيلفر سبرينغ في الولايات المتحدة بسبب سرطان المريء.

## وصلات خارجية
- باب آدامز على موقع دوري كرة القاعدة الرئيسي (الإنجليزية)
- باب آدامز على موقعبيزبول رفرنس.كوم (الدوري الرئيسي) (الإنجليزية)
- باب آدامز على موقعبيزبول رفرنس.كوم (الدوري الثانوي) (الإنجليزية)
- باب آدامز على موقع جمعية أبحاث البيسبول الأمريكية (الإنجليزية)
- باب آدامز على موقع مشجعي الرسوم البيانية (الإنجليزية)
- باب آدامز على موقع إن إن دي بي (الإنجليزية)